# Елена Маркова
Елена Костадинова Маркова е българска актриса

## Биография
Родена е на 8 юли 1966 г. в град София. Завършва ВИТИЗ „Кръстьо Сарафов" през 1989 г. със специалност актьорско майсторство в класа на професор Елка Михайлова.
Работила е на свободна практика в киното, в театър „Диало“ и в „Медиа консултинг ООД“ (обработка на филми).
Член на СБФД (1994) и на САБ.
Има изяви като манекен и фотомодел в списание „Лада“, ЦНСМ, „Ариес Уникат“ и в новогодишни програми.

## Награди и отличия
- „Награда „Златна роза“ за женска роля“ за ролята на (Елена) от филма Степни хора (Варна, 1986).

## Телевизионен театър
- „В полите на Витоша“ (1987) (Пейо Яворов) – Мила
- „Изненадата“ – Ленчето
- „Подслушани мисли“ – Мария
- „При закрити врати“ – Естел

## Филмография
| Година | Филми и Сериали                  | Серии | Копродукции        | Роля           |
| ------ | -------------------------------- | ----- | ------------------ | -------------- |
| 2016   | На бял кон (На белом коне)       | 4     | Русия              | манекенка      |
| 2003   | Смъртоносният влак (Death Train) |       | САЩ                | Глория         |
| 1998   | Извън контрол (Derailed)         |       | САЩ / Аруба        |                |
| 1996   | Всичко от нула                   |       |                    |                |
| 1993   | Ч.А.Д.О. - ООД                   | 3     |                    | Кейт           |
| 1992   | Аритмия                          |       |                    |                |
| 1991   | Дали (Dalí)                      |       | Испания / България |                |
| 1990   | Кмете, кмете...                  |       |                    | Величка        |
| 1990   | Под игото                        | 9     | България / Унгария | Рада Госпожина |
| 1986   | Степни хора                      |       |                    | Елена          |